# Sint-Joris
Sint-Joris är en ort i Belgien.   Den ligger i provinsen Västflandern och regionen Flandern, i den nordvästra delen av landet, 80 km väster om huvudstaden Bryssel. Sint-Joris ligger 10 meter över havet och antalet invånare är 1 794.
Terrängen runt Sint-Joris är mycket platt. Runt Sint-Joris är det ganska tätbefolkat, med 214 invånare per kvadratkilometer.. Närmaste större samhälle är Brygge, 13,4 km nordväst om Sint-Joris. 
Omgivningarna runt Sint-Joris är en mosaik av jordbruksmark och naturlig växtlighet.